# 김기팔
김기팔(金起八, 본명: 김용남, 1937년 7월 13일 ~ 1991년 12월 24일)은 대한민국의 텔레비전 드라마 작가이다. 대학 2학년 재학 중 KBS 라디오 장편 연속극 모집에 《해바라기 가족》이 당선되면서 데뷔하였다. 
외압으로 중단된 《땅》을 소설로 재집필하던 도중 1991년 12월 24일 직장암으로 별세하였는데 《땅》이 외압으로 중단된 시련을 술에 의존한 것이   빌미가 됐다. 향년 54세.

## 학력
- 공주중학교
- 중앙고등학교
- 서울대학교 철학과

## 집필 작품

### 텔레비전 드라마
| 연도      | 제목                          | 방송사 | 유형      | 연출           | 비고              |
| --------- | ----------------------------- | ------ | --------- | -------------- | ----------------- |
| 1991      | 땅                            | MBC    | 일요      | 고석만         |                   |
| 1990      | 반민특위                      | MBC    | 특집      | 신호균         |                   |
| 1989      | 백범일지                      | MBC    | 특집      | 고석만         |                   |
| 1987-1988 | 욕망의 문                     | KBS2   | 수목      | 최상식         |                   |
| 1985      | 억새풀                        | MBC    | 목금→수목 | 고석만         |                   |
| 1985      | 백선행                        | MBC    | 특집      | 고석만         |                   |
| 1984      | 북위 38도선                   | MBC    | 특집      | 고석만         |                   |
| 1983-1984 | 아버지와 아들                 | MBC    | 주말      | 최종수         |                   |
| 1983      | 엄복동                        | MBC    | 특집      | 고석만         |                   |
| 1983      | 야망의 25시                   | MBC    | 월화      | 고석만         |                   |
| 1983      | 그의 아내                     | MBC    | 특집      | 고석만         |                   |
| 1982      | 수요단막극 - 노을             | MBC    | 단막      | 고석만         |                   |
| 1982      | 거부실록 - 이용익             | MBC    | 월화      | 고석만         |                   |
| 1982      | 한                            | MBC    | 특집      | 고석만         |                   |
| 1982      | 거부실록 - 백산 안희제        | MBC    | 월화      | 고석만         |                   |
| 1982      | 거부실록 - 공주갑부 김갑순    | MBC    | 월화      | 고석만         |                   |
| 1981-1982 | 제1공화국                     | MBC    | 목요      | 고석만, 이연헌 |                   |
| 1981      | 궁의 조건                     | MBC    | 특집      | 고석만         |                   |
| 1974      | 사나이들                      | TBC    | 토요      | 이윤희         |                   |
| 1973      | 장돌뱅이                      | TBC    | 토요      | 이윤희         |                   |
| 1973      | 두 나그네                     | TBC    | 토요      | 이윤희         |                   |
| 1973      | KBS 무대 - 자화상             | KBS    | 단막      | 김수동         |                   |
| 1973      | KBS 무대 - 서울에서 온 사람들 | KBS    | 단막      | 김수동         |                   |
| 1972      | 명인백선                      | KBS    | 일요      | 임영웅         | 이은성과 공동집필 |
| 1971      | 두 녀석                       | MBC    | 일요      | 표재순         |                   |
| 1971      | 개화백경                      | KBS    | 일일      | 이진욱, 이기하 | 곽일로와 공동집필 |
| 1970      | 사랑과 슬픔의 강              | MBC    | 일일      | 이동희         |                   |
| 1969      | 이상한 아이                   | MBC    | 화요      | 이효영         |                   |
| 1969      | 춘하추동                      | TBC    | 수요      | 표재순         |                   |
| 1968-1969 | 헬렌공                        | TBC    | 수요      | 표재순         |                   |
| 1968      | 원십년(怨十年)                | TBC    | 금요      | 정일성         |                   |
| 1968      | TBC 극장 - 불꽃               | TBC    | 단막      | 표재순         |                   |
| 1967      | 방랑자                        | TBC    | 금요      | 정일성         |                   |
| 1967      | TBC 극장 - 취산댁이           | TBC    | 단막      | 표재순         |                   |
| 1967      | TBC 극장 - 잃어버린 사람들    | TBC    | 단막      | 이기하         |                   |
| 1967      | TBC 극장 - 데모크리스트       | TBC    | 단막      | 이기하         |                   |
| 1967      | TBC 극장 - 모반               | TBC    | 단막      | 이기하         |                   |
| 1966      | 태양이 뜨거울 때              | TBC    | 화요      | 김재형         |                   |
| 1966      | 우수부인                      | TBC    | 화요      | 서석주         | 추리극            |
| 1965-1966 | 형사수첩                      | TBC    | 주간 단막 | 연출 다수      | 작가 다수         |

### 영화
- 《그 여자에게 옷을 입혀라》 (원작, 1970)
- 《해바라기 가족》 (원작, 1961)
- 《야행》 (각본, 1977)
- 《요화 배정자》 (원작, 1966)

## 수상 경력
- 1960년 KBS 신춘 연속방송극 공모 당선 (《해바라기 가족》)[5]
- 1981년 제8회 한국방송대상 TV극본상 (《제1공화국》)
- 1983년 제19회 한국연극영화예술상 TV부문 극본상 (《공주갑부 김갑순》)
- 1992년 제19회 한국방송대상 공로상
- 1992년 제28회 백상예술대상 특별상

## 같이 보기
- 김기팔의 텔레비전 드라마 각본 목록